# Белгатойское сельское поселение (Шалинский район)
Белгатойское се́льское поселе́ние — муниципальное образование в Шалинском районе Чечни Российской Федерации.
Административный центр — село Белгатой.

## История
Статус и границы сельского поселения установлены Законом Чеченской Республики от 20 февраля 2009 года № 10-РЗ «Об образовании муниципального образования Шалинский район и муниципальных образований, входящих в его состав, установлении их границ и наделении их соответствующим статусом муниципального района, городского и сельского поселения».

## Население
| 2010  | 2012  | 2013  | 2014  | 2015  | 2016  | 2017  |
| ----- | ----- | ----- | ----- | ----- | ----- | ----- |
| 4551  | ↗4729 | ↗4839 | ↗4976 | ↗5073 | ↗5194 | ↗5284 |
| 2018  | 2019  | 2020  | 2021  | 2023  | 2024  |       |
| ↗5369 | ↗5456 | ↗5513 | ↘5508 | ↗5613 | ↗5711 |       |

## Состав сельского поселения
| № | Населённый пункт | Тип населённого пункта | Население |
| - | ---------------- | ---------------------- | --------- |
| 1 | Белгатой         | село                   | ↗5711     |